# Hosur, Kunigal
Hosur là một làng thuộc tehsil Kunigal, huyện Tumkur, bang Karnataka, Ấn Độ.